# Jinlong-Brücke
Die Jinlong-Brücke (chinesisch 金龍橋 / 金龙桥, Pinyin Jīnlóng qiáo, englisch Golden Dragon Bridge – „Goldene Drachen-Brücke“), die im Chinesischen auch Zili jiang qiao (梓里江桥) oder Zili qiao (梓里桥, englisch Hometown Bridge – „Heimat(ort)-Brücke“) genannt wird, ist eine Hängebrücke über den Fluss Jinsha Jiang (金沙江).
Sie befindet sich auf dem Gebiet der bezirksfreien Stadt Lijiang in der Provinz Yunnan der Volksrepublik China und verbindet Lijiang mit Yongsheng (永胜).
Die Brücke wurde in der Guangxu-Regierungsperiode (1875–1898) der Qing-Dynastie an der Stelle einer früheren errichtet. Die Brücke ist über 3 Meter breit und 116 Meter lang, sie wird von 16 über den Fluss gespannten Eisenketten getragen und ist mit Brettern ausgelegt. An beiden Seiten befinden sich Ketten als Geländer.
Seit 2006 steht sie auf der Liste der Denkmäler der Volksrepublik China in Yunnan (6-755).